# Próchno (powieść)

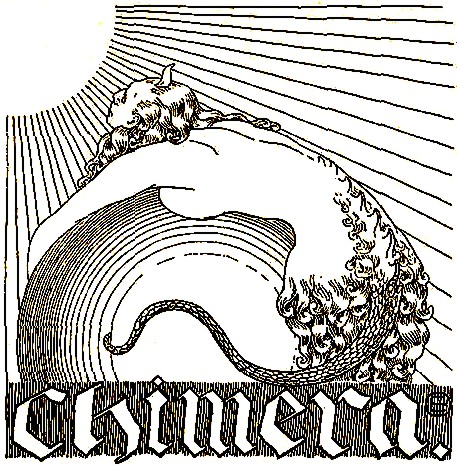
Okładka czasopisma literackiego "Chimera"

Próchno – powieść Wacława Berenta, ukazująca się początkowo w odcinkach w 1901 roku w "Chimerze", opublikowana w formie książkowej w 1903 roku; zamyka i podsumowuje pierwsze dziesięciolecie Młodej Polski.

## Treść
Akcja toczy się w wielonarodowym środowisku artystycznej cyganerii końca XIX wieku w anonimowym mieście (prawdopodobnie w Berlinie lub Monachium) i ukazuje sylwetki: aktora, dziennikarza, muzyka, dramaturga oraz malarza, lekarza poety, śpiewaczki operowej i gwiazdy kabaretu. Owładnięci są nietzscheańską teorią nadczłowieka oraz eksponują degenerację (zaakcentowaną w symbolicznym tytule) i upadek moralny artystów, głoszących idee oderwanej od życia sztuki dekadentów, których nierzadko jedynym celem jest bunt przeciwko mieszczańskiemu światu i spędzenie życia na jałowych rozmowach o wielkiej sztuce. Opisane w Próchnie postacie poruszają się w sztucznej, oddzielonej od zwyczajnej rzeczywistości przestrzeni. Żyją gorączkowo, w ostentacyjnej, zazwyczaj histerycznej formie manifestując dekadenckie nastroje. Zaglądają do kawiarni przekonani, że "w kawiarni robi się dziś kultura", ale nie gardzą też drugorzędnym kabaretem (są wśród nich zresztą prawdziwi amatorzy tingle–tangla). Sięgają po ulubione przez modernistów używki: czarną kawę, koniak, piją szampana i absynt, w oparach opiumowego dymu głoszą pogardę dla codziennej krzątaniny wypełniającej egzystencję przeciętnego człowieka. Ukazano cyganeryjny, przeważnie nocny tryb życia: w kawiarni, na ulicy, w oparach dymu i alkoholu, w nędznych mansardach, a także na cmentarzu, gdzie jeden z głównych bohaterów we wstępnej partii powieści odbywa swoją wielką "spowiedź dziecięcia wieku".
Powieść jest interesującym dokumentem wewnętrznych rozterek i rozrachunków ideowych pokolenia.

## Wizerunki młodopolskich artystów
Berent nakreślił w powieści syntetyczny obraz życia ludzi. Akcja utworu rozgrywa się w środowisku cyganerii artystycznej. Główni bohaterowie – aktor, dziennikarz, muzyk, poeta, dramaturg i malarz – reprezentują prawie wszystkie dziedziny twórczości. Ich losy i postawy pokazane zostały na tle gorączkowego życia wielkiego miasta. Powieść składa się głównie z dialogów i monologów postaci. Autor zrezygnował z wprowadzenia narratora wszechwiedzącego.
Każdy z tych artystów jest skrajnym indywidualistą o wysublimowanych nerwowości. Łączy ich przekonanie, że sztuka to jedyna ucieczka przed bezsensem rzeczywistości. Wszyscy jednak za wybór "życia sztuką" płacą cierpieniem, gdyż nie są w stanie w pełni osiągnąć twórczej satysfakcji. Aby odizolować się od innych, stwarzają sobie własny świat – zakładają maski i bezustannie grają.
Każdy z bohaterów reprezentuje inną dziedzinę sztuki:
- Władysław Borowski – teatr,
- Henryk Hertenstein – muzykę,
- Müller – poezję,
- Hilda Hertenstein- śpiew,
- Yvetta Guilbert – kabaret.

Na obrzeżach sztuki i kultury masowej funkcjonuje dziennikarz Jelsky, reprezentantem "normalnego", pozaartystycznego świata zdaje się być lekarz Kunicki, bohater pozytywny, w gruncie rzeczy jednak również dekadent.
Charakterystyka wybranych bohaterów:
- Borowski – aktor; ojciec chciał, aby został profesorem, jednak on wolał aktorstwo; zakochuje się w Zosi i to sprawia, że nie jest już takim dobrym aktorem; człowiek sztuki; zatracił granice między grą a życiem; "życie jest sztuką, sztuka jest życiem"; uprawia grę życiem, prawdziwą grę; idzie ku sztuce, czyli ku śmierci – sztuka zapowiada śmierć; dla niego matka = kobieta = życie = sztuka; przechodzi kryzys męskości ukazany poprzez histeryczny płacz
- ojciec Borowskiego – aktor; artysta zniszczony sztuką; powiesił się w toalecie po kłótni z synem
- Müller – gruźlik; artysta umierający; zostawia po sobie dziennik z zapiskami z życia; jego dzieła są cytowane; jest przerażony śmiercią; artysta, który tworzy, ale i artysta wtórny; nie przeżywa twórczej niemocy; umiera śmiercią samobójczą; wierzy w idee Nietzschego
- Turkuł – dramatopisarz; poświęcił własne "ja", aby obserwować świat; poprzez obserwację pragnie stworzyć sztukę; życie wraz z jego bólem jest dla niego materiałem; wyznaje zasadę, że sztuka może wymagać ofiar; ludzie są dla niego pożywką
- Jelsky – dziennikarz-krytyk; uważa, że "sztukę robi się w kawiarni"; nie wierzy w normy społeczne, odrzuca je; uważa, że artystą jest każdy, kto sądzi, że jest artystą; cynik; jak większość bohaterów umiera – wypija truciznę, wcześniej celując do siebie z broni, aby wszyscy myśleli, że chce się zastrzelić; prawdopodobnie wykorzystał Zosię; towarzyszy sztuce – może zniszczyć i wykreować artystę
- Pawluk – malarz; pragnie namalować obraz anarchii; uosobienie woli życia i niczym nie skrępowanych popędów
- Hertenstein – muzyk; buddysta; posiada znajomość techniki muzycznej; zwątpił w potrzebę służenia sztuce; znalazł zbawienie w nirwanie i śmierci; rezygnuje z postawy czynnego artysty na rzecz kontemplacji; sztuka=śmierć; niszczy swoje kompozycje; próbuje uspokoić strach i wyzwala się ku nirwanie; ojciec przestrzegał go przed sztuką – sztuka jest nieczysta; pojawia się kazirodcze uczucie do siostry Hildy
- Kunicki – nie jest do końca włączony w świat artystyczny; środowisko artystyczne wydaje się dla niego lekarstwem; odrzuca jednak ten świat na rzecz pracy społecznej; czuje, że sztuka jest zagrożeniem, gdyż może zrodzić się z niej obłęd
- Zosia – zostaje wprowadzona do świata artystów; wszyscy jej pożądają; jako samodzielna postać nie istnieje – skupia jedynie kilka wątków – występuje jej wyobrażenie

## Geneza powieści
Z tekstu utworu wynika, że Berent czytał wcześniej Juliusza Słowackiego, Henrika Ibsena, Friedricha Nietzschego, Święte Księgi Wschodu oraz Biblię. Cytuje wprost dzieła Angelusa Silesiusa, Charles’a Baudelaire’a, George Gordona Byrona, Dantego Alighieri, Novalisa, Adama Asnyka, Kazimierza Brodzińskiego, Stanisława Przybyszewskiego i innych. Występuje sporo aluzji do Synów ziemi Stanisława Przybyszewskiego. Badaczka Iwona E. Rusek uważa, że Berent nawiązywał do myśli Arthura Schopenhauera. Nie ma jednak niezbitych dowodów, że Berent znał dziełai myśl filozofa.
Charakterystyczne dla końca XIX wieku jest połączenie w powieści dekadenckiej naturalizmu z modernizmem. Czytelnik takiej powieści sam musi wiele rzeczy odkrywać, jego wyobraźnia współpracuje z pisarzem. W Próchnie autor zastosował polifoniczną strukturę powieści Fiodora Dostojewskiego, nie ma tu narratora wszechwiedzącego (każda część posiada swojego bohatera), czytelnik sam musi wybrać po czyjej jest stronie.
Fachowiec a Próchno – obie powieści składają się z luźno powiązanych scen, występuje zasada monologizacji wypowiedzi bohaterów. Ale Fachowiec był stylizowany na publicystykę pozytywistyczną, a Próchno na poezję modernistyczną.

## Kompozycja i styl utworu

### Podział postaci
Próchno w pierwszym wydaniu miało 3 części, co wyróżniało postaci: Borowskiego, Jelskiego, Hertensteina. Są to artyści – improduktywni, którym można przeciwstawić artystów odnoszących sukcesy – (odpowiednio): Turkuł, Yvetta, Hilda, Müller, Pawluk, Kunicki. Utwory Müllera zostały przytoczone w powieści – jego zapiski zatytułowane Myśli niepłodne mają cechy twórczości epigona, natomiast sonet Łabędź, do którego Hertenstein skomponował muzykę, stał się – już poza fikcją literacką –  inspiracją dla Karola Szymanowskiego, który  na tej podstawie stworzył pieśń Łabędź op.7. Borowski, Jelsky, Hertenstein przeżywają autentyczne dramaty – zwątpienie w celowość tworzenia, wątpliwość co do możliwości twórczych, niemożność sprawdzenia swoich sił. Borowski zatracił granice między grą a życiem (kabotynizm). Jelsky jest doskonałym dziennikarzem, ale wie, że jego profesja mieści się poza ramami sztuki. Hertenstein jest zdolnym muzykiem, ale brak mu natchnienia, zwątpił w potrzebę służenia sztuce. Ci bohaterowie wskazują na antynomiczne wartości sztuki i życia. Bohaterowie mają swoje zaplecze lekturowe (Fryderyk Nietzsche, Henryk Ibsen), ich głosy są traktowane równorzędnie.

### Zazębienia kompozycyjne
Dynamiczna triada bohaterów: Jelsky wierzący w posłannictwo sztuki zwycięża "zdradzającego" sztukę Kunickiego, Müller nietzscheanista niszczy idealistycznie nastawionego Jelskiego, Hertenstein – buddysta – niszczy złudzenia Müllera. Hertenstein powtarza częściowo argumenty Kunickiego i w ten sposób triada się zamyka. Są też w powieści postaci służące zbudowaniu spójności świata przedstawionego np. Zośka Borowska. Rytm kompozycyjny polega na dodawaniu nowych bohaterów w kolejnych scenach, ale nigdy ich liczba nie jest duża (podobieństwo do scen małoosobowych w dramatach modernistycznych).
Najbardziej widoczny w utworze jest układ triadyczny – 3 części, w każdej po 3 bohaterów, 3 głównych bohaterów całości, po 3 bohaterów. Tak jest również w opowieściach wspomnieniowych (np. w opowieści Borowskiego – Borowski, ojciec Borowskiego, kochanka).

### Narracja
Ograniczona zostaje funkcja narratora wszechwiedzącego. Występują dwa rodzaje narracji: narratorem jest postać (monolog retoryczny), narracja jest także prowadzona z punktu widzenia postaci (personalna). Pojawiają się elementy powieści szkatułkowej (w zwierzeniach Hertensteina). Epizody cechuje skrajny subiektywizm, spojrzenia bohaterów, bogactwo asocjacji wizualno–psychicznych. Wszechobecny jest dialog, teatralizacja prozy, mnóstwo efektów teatralnych (we wprowadzeniu monologu czy dialogu), słownictwo charakterystyczne dla dramatów. Powieść składa się z epizodów – scen, ale kompozycja rozdziałów nie jest spójna. Znamienna jest oszczędność w ujmowaniu tła.
Berent posłużył się techniką określaną jako "kolisko monologów" (tak określił ją Stanisław Brzozowski). Wprowadził do utworów bohaterów – artystów, także improduktywów, tragicznych, niespełnionych "kandydatów na artystów", i pozwolił im mówić i myśleć bez pośrednictwa i komentarza narracji autorskiej. Nie są oceniani, lecz wyłącznie przedstawiani poprzez monologi, rozmowy i myśli.

### Czas i przestrzeń
Czas akcji jest bardzo skondensowany, fabuła powieści toczy się w ciągu kilku dni, z czego unaocznione są wieczory i noce. Drobne wskazówki sugerują, że zbliża się wiosna (inaczej niż w dekadenckiej jesieni) – co wzmaga tragizm śmierci bohaterów akurat w tej porze roku. Akcja 2 i 3 części jest symultaniczna – toczy się w tym samym czasie. Częste są w powieści retrospekcje – główni bohaterowie wspominają swoje życie, bezpośrednio ukazywane są tylko sceny kulminacyjne (jak w dramacie).
Symultaniczna jest też przestrzeń powieści – Hertenstein opowiada w swojej willi o zamku w Alpach i dużo miejsca zajmują opisy gór, jakie widział z okna owej posiadłości. Sceneria rzeczywista miesza się z przywoływaną, wewnętrzna z zewnętrzną. Bohaterowie często nie odróżniają świata realnego od marzeń – umożliwia to mityzację przestrzeni (wielkie miasto – bez nazwy, Bór wiedźmowy, zamek Hertensteina). Mit miasta ma charakter ambiwalentny. Swoiste są w Próchnie opisy – przedmioty są raczej sugerowane przez kilka szczegółów niż dokładniej przedstawione, podane są raczej wrażenia akustyczne. Sylwetki postaci są niedookreślone, świat Próchna żyje w półmroku – jest to technika impresjonistyczna.

### Stylowe wyróżnikiPróchna
Planem głównym jest "kolisko monologów", w trakcie którego dokonuje Wacław Berent wnikliwej wiwisekcji psychiki, świadomości i podświadomości bohaterów-artystów. Ukazuje ich w gorączkowym wytężeniu sił, w nieprzerwanej walce z oporem myśli, słowa i gestu, w pogoni za tym jednym, właściwym, a nigdy nie osiągniętym błyskiem natchnienia.
- Percepcja impresjonistyczna – staranny opis szczegółów z pomijaniem związków przyczynowych – opis zaobserwowanych szczegółów bez wyciągania wniosków (zaimki nieokreślone w opisach, konkretyzacja abstraktów i wyrazów oderwanych).

- Styl mowy mówionej – dominuje "słowo mówione", indywidualizacja języka i wymowy postaci, dykcja gwarowa; ukazywanie żywości, spontaniczności, celowości powtarzania pewnych słów. Zjawisko "cudzej mowy" – Jelsky wyobraża sobie co myśli Zosia Borowska i dokładnie przedstawia rzekomą mowę i intonację głosu Zosi.

- Styl języka pisanego – są w utworze dokumenty wystylizowane na mowę pisaną – legenda "o księżniczce Bratumile, witeziu Niezamyślu i o świętym Jacławie...", dziennik Müllera, listy ojca Hertensteina, przekłady Ksiąg Wschodu. Każdy z tych tekstów jest napisany inaczej – elementy stylizacji archaicznej, poetyckiej, orientalnej. Częste używanie ciekawych słów (namiętnica, kierz, chuć, upiorowy) lub neologizmów. Inwersje składniowe, paralelizmy; aforystyczność (np. "W piciu jest zupełnie ta sama mądrość, co w życiu złudzenie").

- Metaforyka – szerokie wyzyskiwanie przyrody jako źródła obrazów poetyckich, odwołanie do symboliki roślinnej i zwierzęcej.

- Tytuł jest zaczerpnięty z patologii roślin. Pojawia się symbolika ognia, zachodzącego słońca, dominuje animalizm. Główne symbole zwierzęce: polip, ptak, pająk. Ptak pojawia się klamrowo na początku i na końcu, do ptaków porównuje Wacław Berent swoich bohaterów. Użycie symbolu pająka i pajęczyny jest ambiwalentne, jak zresztą większość porównań z Próchna.

- Dialog i monolog zewnętrzny – różnorodność wyrażania zwrotu "rzekł"( huknąć, bąkać, krzyknąć, mruknąć, zaśpiewał na tremolo, cmoknął niecierpliwie, żachnął czy też jęknął, wypluł wraz ze śliną na środek pokoju itp.), zmiany intonacji wypowiedzi zaznaczone graficznie, ciekawe określenia myślenia postaci: zamiast "myślał" – filozofował, wołało coś w Jelskim. Bliskość techniki strumienia świadomości.

### Aluzje literackie
Aluzje to tekst alternujący w obrębie Próchna, jego granice są zatarte. Dużo jest odwołań do Fryderyka Nietzschego – słowa-klucze, metafory i symbole, aforyzmy, parabole i przypowieści, sceny powieściowe, postacie, sposoby ujęcia tematu (np. parabola o trzech przemianach ducha przytaczana na podstawie dzieła Tako rzecze Zaratustra w przekładzie samego Berenta, symbol wysokich gór i lodowca, leitmotiv "krzyków po nocy"). Liczne są aluzje do poezji Juliusza Słowackiego, ale, podobne jak inne odwołania, są one trudne w interpretacji. Poza tym pojawiają się nawiązania do Świętych Ksiąg Wschodu, Charles’a Baudelaire’a, Gustawa Flauberta, Johanna Goethego, Williama Szekspira, Dantego Alighieri, Henryka Sienkiewicza, Henryka Ibsena i innych.

### Motywy i tematy Młodej Polski
Próchno zawiera antologię wątków i tematów obecnych w całej literaturze Młodej Polski:
- kobieta-anioł
- kobieta fatalna – zdaniem jednych jest to kobieta otchłań, zdaniem innych – kałuża,
- bezsilność artysty głoszącego hasło "sztuka dla sztuki",
- fascynacje dekadentyzmem, nietzscheanizmem, kulturą Orientu, poszukiwaniem nirwany, zainteresowanie buddyzmem i teozofią, obsesja śmierci i otchłani.
- miasto – dynamizm i kolory, tłum (masa) – brak konkretnych jednostek; kontrast między przedmieściem i śródmieściem; nierealistyczne ukazane; ludzie zamierają w ciągu dnia; personifikacja świata maszyn; elementy ruchu – dynamiczne wizje; ta przestrzeń zamyka horyzonty człowieka; ukazane zostają różne oblicza miasta – zależnie od bohatera – miasto jest odbiciem strachu, obaw, duszy bohatera, zderzenie czerni z czerwienią.
- kobieta – w oczach bohaterów reprezentujących postawy mizoginiczne to przedmiot zarazem pogardy i podziwu prześladujący artystów w podobnym stopniu jak tłum; według ojca Borowskiego żona jest zagrożeniem twórczości; małżeństwo jest wrogiem sztuki, gdyż zabiera wolność.

## Próchnojako powieść mitów

### Mitologia artysty

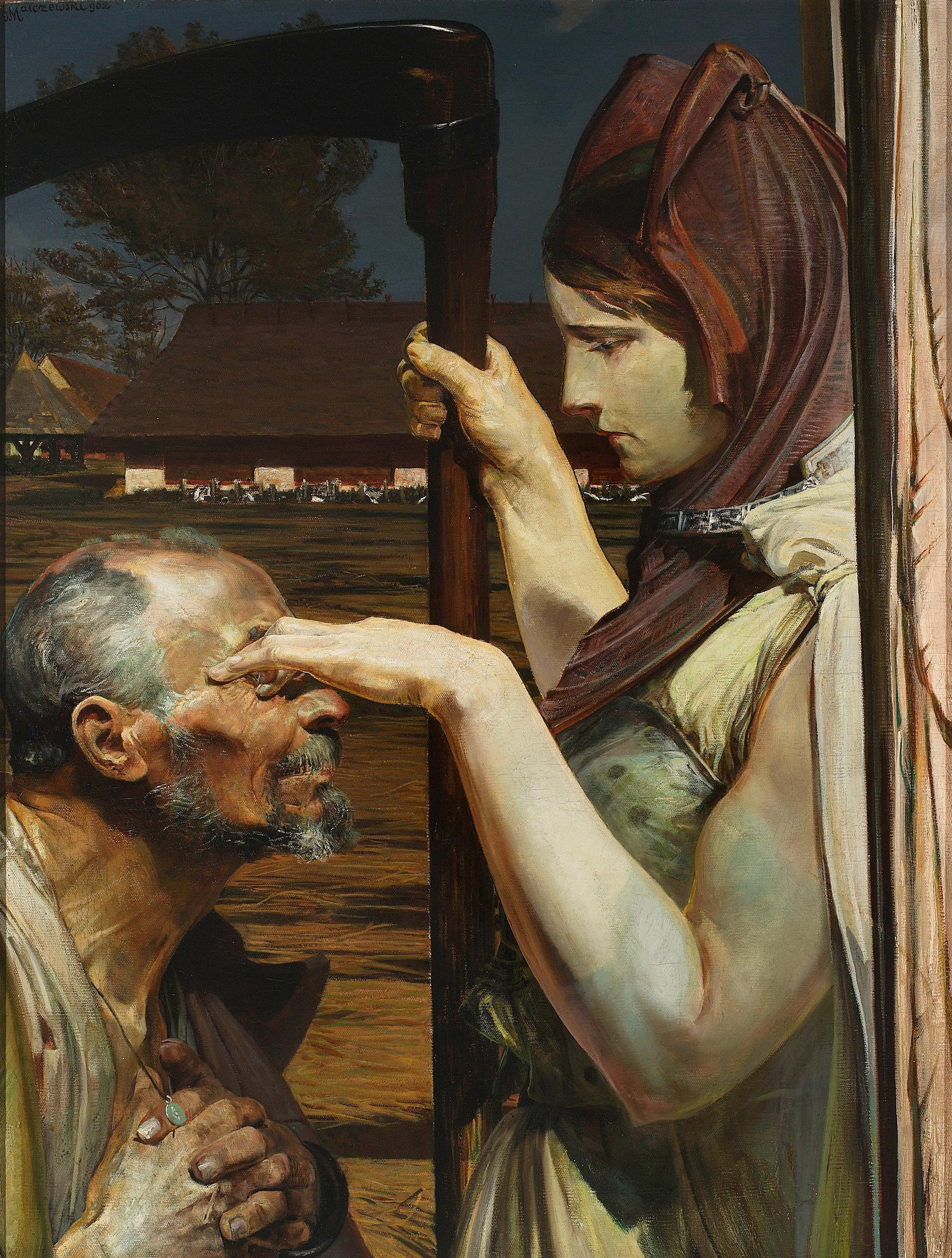
Śmierć, Jacek Malczewski

Symbole artysty to: artysta jako Ikar, jako Narcyz, artysta o rozdartej duszy, artysta jako mieszkaniec wieży z Kości Słoniowej, artysta sięgający do Świętego Źródła.
- Ikar symbolizuje artystę romantycznego, koniec XIX w. przynosi model improduktywa, zapatrzonego w siebie Narcyza. Źródło oznacza artystę, który podstawę swej sztuki widzi w doświadczeniu, żyje głębiej niż inni, przenikliwiej patrzy na świat.
- Wieża z Kości Słoniowej to symbol artysty, którego cały świat nie obchodzi, chce się uwolnić od ludzkich ograniczeń.

Rozdarty jest artysta, który musi wybierać pomiędzy np. sztuką i kobietą. Typowym artystą Źródła jest Turkuł, inni mają bardziej skomplikowaną proweniencję, najczęściej stanowią mieszankę poszczególnych mitów. Borowski to raczej artysta rozdarty, Jelsky to trochę Narcyz, trochę dandys z Wieży Kości Słoniowej, Mŭller to Narcyz. Oprócz tego w powieści występują opozycje: Artysta kapłan i błazen, męczennik i chory. Wszyscy bohaterowie są zneurotyzowani, przedelikaceni, Müller to suchotnik, Hertenstein męczennik. Kompromitacja prometeizmu prowadzi do następujących reakcji: Kunicki zostaje społecznikiem, Pawluk anarchistą, Hertenstein piewcą niebytu. Na to wszystko nakłada się jeszcze koncepcja artysty nadczłowieka (Nietzsche) i artysty – modernisty.

### Symboliczne triady
W powieści mieszają się triady kolorystyczne:
- 1 – biały, czerwony, czarny,
- 2 – biały, szary, czarny,
- 1. wchłania 2.

Trzy drogi artysty ku sztuce idealnej to białe szczyty marzeń bezpłodnych, czarne pałace sukcesu i szara dolina rzemiosła.
- 1. to triada nietzscheańska,
- 2. to triada buddyjska.

Kolory mają symbolikę archetypiczną i na czoło wysuwa się tu czerwień – symbol wojny, przekazywanie krwi. Wiąże się to z Agni – hinduskim bogiem ognia. Kolor ten ma w powieści sens ambiwalentny, podobnie jak biel (świętość i trupią bladość). Bóstwo Agni wypiera czystą Beatrycze.
Mit księgi – najważniejszymi księgami są dla Próchna: Tako rzecze Zaratustra Fryderyka Nietzschego i kodeks pism hinduskich. Są to teksty będące prefiguracją losów głównych bohaterów. Oprócz tych dwóch szczegółowe prefiguracje występują w cytowanych dziełach: Lambro Juliusza Słowackiego – Borowski, angielska powieść – Jelsky, parabola o Niezamyślu i Bratumile – Hertenstein. Próchno to obfite kompendium ulubionych w dekadentyzmie schematów. Sama powieść stała się księgą mitów artystycznych epoki.

## Recepcja utworu
Krytycy literaccy w ocenie dzieła podzielili się na dwie grupy:
- aprobującą kompozycję i idee utworu – Maria Komornicka, Ignacy Matuszewski, Konstanty Troczyński, Henryk Trzpis
- negującą układ i wymowę dzieła – Wiktor Gomulicki, Teodor Jeske-Choiński, Józef Flach oraz – w sposób bardzo wycieniowany – Stanisław Brzozowski.

Maria Komornicka uważała Próchno za szatańskie zwierciadło współczesności oraz krwawe świadectwo męczeństwa sztuki i artysty.
Tytuł – rozumiano ambiwalentnie – jako rozkład, ale też materiał użyźniający.
Zofia Nałkowska – Próchno to obraz obcej metropolii, świecącej złudnym światłem, doszukiwano się też aluzji tytułu do konkretnych utworów. Podobno początkowo powieść miała nosić tytuł "Uwiędli".
Genologia – krytyków zdziwiła polifoniczność powieści, mówiono o "absurdzie beletrystycznym". Łączono Próchno z powieściami psychologicznymi, zwracano uwagę na "dramaturgiczną" strukturę powieści. Próchno wyróżnia się brakiem realistycznej rodzajowości.
Charakterystyka powieści – Aleksander Potocki wyróżnia w powieści 3 postawy artysty – kabotynizm (Borowski), wyrobnictwo (Jelsky, Kunicki), arystokratyzm (Hertenstein). Konstanty Troczyński – 3 rodzaje nieporadności twórczej: Borowski (--) nieporadność tworzyw i rzemiosła, Müller, Jelsky (- +) niedowład rzemiosła, nadmiar tworzywa, Hertenstein (+ +) ma wszystko, ale jest improduktywem z wyboru. Widziano podobieństwo między Turkułem a dramaturgiem Kisielewskim, jak również Stanisławem Przybyszewskim.
Idea – dwie dyskusje:
- 1 sprawa – czy Wacław Berent potępia bohaterów czy broni ich,
- 2 sprawa – dystans autora do przedstawionego środowiska, perspektywizm autora, który chciał oświetlić Próchno jego własnym światłem.

Stanisław Brzozowski zarzucał powieści, że "dystans psychiczny pomiędzy autorem a treścią dzieła nie istnieje". Ale przecież Wacław Berent atakuje artystów nieporadnych ze stanowiska własnego mistrzostwa oraz przeciwstawia improduktywom ludzi, którzy odnieśli sukces. Wskazał także aluzyjnie pozytywne drogi realizacji osobowości twórcy.
Zdaniem Stanisława Brzozowskiego:

Próchno stanowi wotum nieufności wyrażone wobec nowoczesnej kultury. Demaskuje ponadto dwuznaczną postawę artysty, który odczuwając nienawiść wobec filistra, jednocześnie – powodowany zarówno próżnością, jak i neurotycznym lękiem przed odrzuceniem – zabiega o względy. Uznaje ze  strony publiczności, aplauz widowni, sława i podziw to także swego rodzaju narkotyk, a niekiedy wręcz trucizna.

## Tłumaczenia
Powieść przetłumaczono na język niemiecki (Edelfäule) i rosyjski (Gnijenije).